# Мокре (Хойницький повіт)
Мокре (пол. Mokre, нім. Mockrau) — село в Польщі, у гміні Черськ Хойницького повіту Поморського воєводства.
Населення — 335 осіб (2011).

## Демографія
Демографічна структура станом на 31 березня 2011 року:
|          | Загалом | Допрацездатний вік | Працездатний вік | Постпрацездатний вік |
| -------- | ------- | ------------------ | ---------------- | -------------------- |
| Чоловіки | 170     | 60                 | 97               | 13                   |
| Жінки    | 165     | 54                 | 86               | 25                   |
| Разом    | 335     | 114                | 183              | 38                   |